# FIH Pro League
La FIH Pro League è una competizione internazionale di hockey su prato, organizzata dall'International Hockey Federation. La prima edizione è stata organizzata nel 2019. Il torneo è valido come qualificazione per la Coppa del Mondo e per i Giochi olimpici.

## Formato
Nove squadre maschili e altrettante femminili si affrontano in un girone all'italiana con partite di andata e ritorno, che si giocano tra ottobre e giugno. La prima classificata si aggiudica il torneo. Nell'edizione 2019 il titolo è stato assegnato con una final four, a cui hanno partecipato le prime 4 classificate del girone. A partire dall'edizione 2022-23, la squadra ultima classificata viene retrocessa e sostituita dalla vincitrice della FIH Hockey Nations Cup.

## Edizioni

### Maschile
| 1 | 2019    | Amsterdam | Australia   | 3 - 2 | Belgio        | Paesi Bassi   | 5 - 3 | Gran Bretagna | 8 / 4 |
| 2 | 2020-21 | Vari      | Belgio      | RR    | Australia     | Germania      | RR    | India         | 9     |
| 3 | 2021-22 | Vari      | Paesi Bassi | RR    | Belgio        | India         | RR    | Germania      | 9     |
| 4 | 2022-23 | Vari      | Paesi Bassi | RR    | Gran Bretagna | Belgio        | RR    | India         | 9     |
| 5 | 2023-24 | Vari      | Australia   | RR    | Paesi Bassi   | Gran Bretagna | RR    | Argentina     | 9     |
| 6 | 2024-25 | Vari      |             | RR    |               |               | RR    |               | 9     |

### Femminile
| 1 | 2019    | Amsterdam | Paesi Bassi | 2 - 2 (4 - 3 d.t.r.) | Australia   | Germania      | 1 - 1 (3 - 1 d.t.r.) | Argentina | 9 / 4 |
| 2 | 2020-21 | Vari      | Paesi Bassi | RR                   | Argentina   | Gran Bretagna | RR                   | Germania  | 9     |
| 3 | 2021-22 | Vari      | Argentina   | RR                   | Paesi Bassi | India         | RR                   | Belgio    | 9     |
| 4 | 2022-23 | Vari      | Paesi Bassi | RR                   | Argentina   | Australia     | RR                   | Belgio    | 9     |
| 5 | 2023-24 | Vari      | Paesi Bassi | RR                   | Germania    | Argentina     | RR                   | Belgio    | 9     |
| 6 | 2024-25 | Vari      |             | RR                   |             |               | RR                   |           | 9     |

## Medagliere

### Maschile
| Pos. | Paese       | Oro | Argento | Bronzo | Totale |
| ---- | ----------- | --- | ------- | ------ | ------ |
| 1    | Paesi Bassi | 2   | 0       | 1      | 3      |
| 2    | Belgio      | 1   | 2       | 1      | 4      |
| 3    | Australia   | 1   | 1       | 0      | 2      |
| 4    | Regno Unito | 0   | 1       | 0      | 1      |
| 5    | Germania    | 0   | 0       | 1      | 1      |
| 5    | India       | 0   | 0       | 1      | 1      |

### Femminile
| Pos. | Paese         | Oro | Argento | Bronzo | Totale |
| ---- | ------------- | --- | ------- | ------ | ------ |
| 1    | Paesi Bassi   | 3   | 1       | 0      | 4      |
| 2    | Argentina     | 1   | 2       | 0      | 3      |
| 3    | Australia     | 0   | 1       | 1      | 2      |
| 4    | Germania      | 0   | 0       | 1      | 1      |
| 4    | Gran Bretagna | 0   | 0       | 1      | 1      |
| 4    | India         | 0   | 0       | 1      | 1      |